# برج بيتيكسكو المالي
برج بيتيكسكو المالي (بالفيتنامية: Tòa nhà Bitexco Financial) هو ناطحة سحاب من 68 طابق بارتفاع 262.5 متر في فيتنام. عندما تم الانتهاء منه في عام 2010 تجاوزه مركز التجارة سايغون في الارتفاع ليصبح أطول بناء في فيتنام. برج بيتيكسكو المالي مملوك من قبل مجموعة بيتيكسكو، وهي شركة فيتنامية. مع 68 طابق فوق الأرض وثلاثة طوابق تحت الأرض، يبلغ ارتفاع البناء 262.5 متر (861 قدم) مما يجعله أطول مبنى في المدينة وثالث أطول مبنى في فيتنام وفي المرتبة 124 من الطول في العالم اعتبارا من مطلع عام 2016.
وقد تم تصميم البرج من قبل كارلوس زاباتا وهو مدير التصميم ومؤسس ستوديو كارلوس زاباتا مع شركة فرنسية. ولد زاباتا في فنزويلا لكن نشأ في مدينة نيويورك، استلهم تصميم ناطحة السحاب من الزهرة الوطنية في فيتنام وهي زهرة اللوتس. برج بيتيكسكو المالي رمز للحداثة والتطلع للتقدم في فيتنام.
تم افتتاح البرج رسميا في 31 أكتوبر 2010، وفي عام 2013 أُعتبر واحد من أعظم 25 ناطحة سحاب في مجال الإنشاء من قبل سي أن أن وفي عام 2015 صنفت برج بيتيكسكو المالي كثاني أروع ناطحة سحاب في العالم.

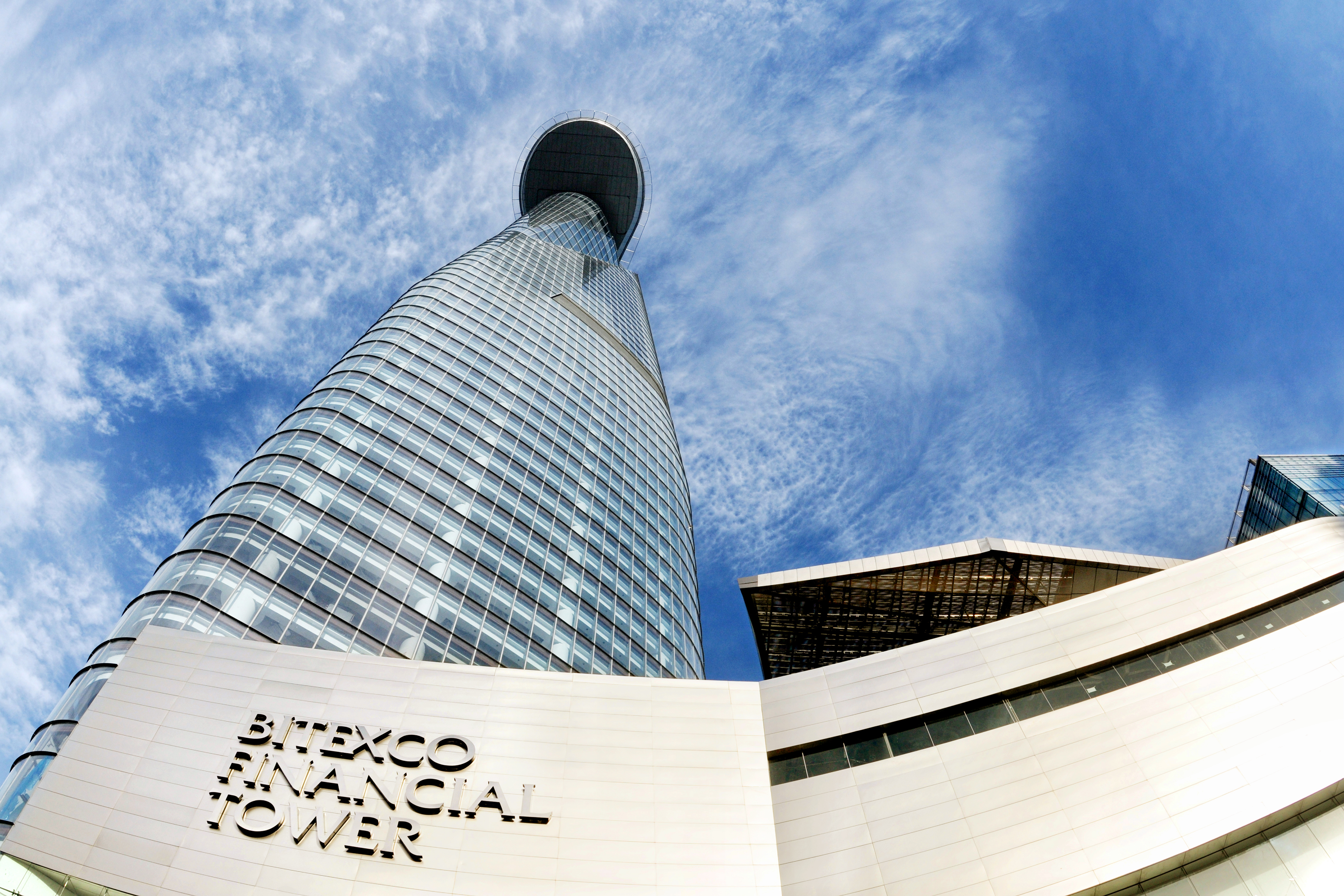
نظرة للبرج من الأرض

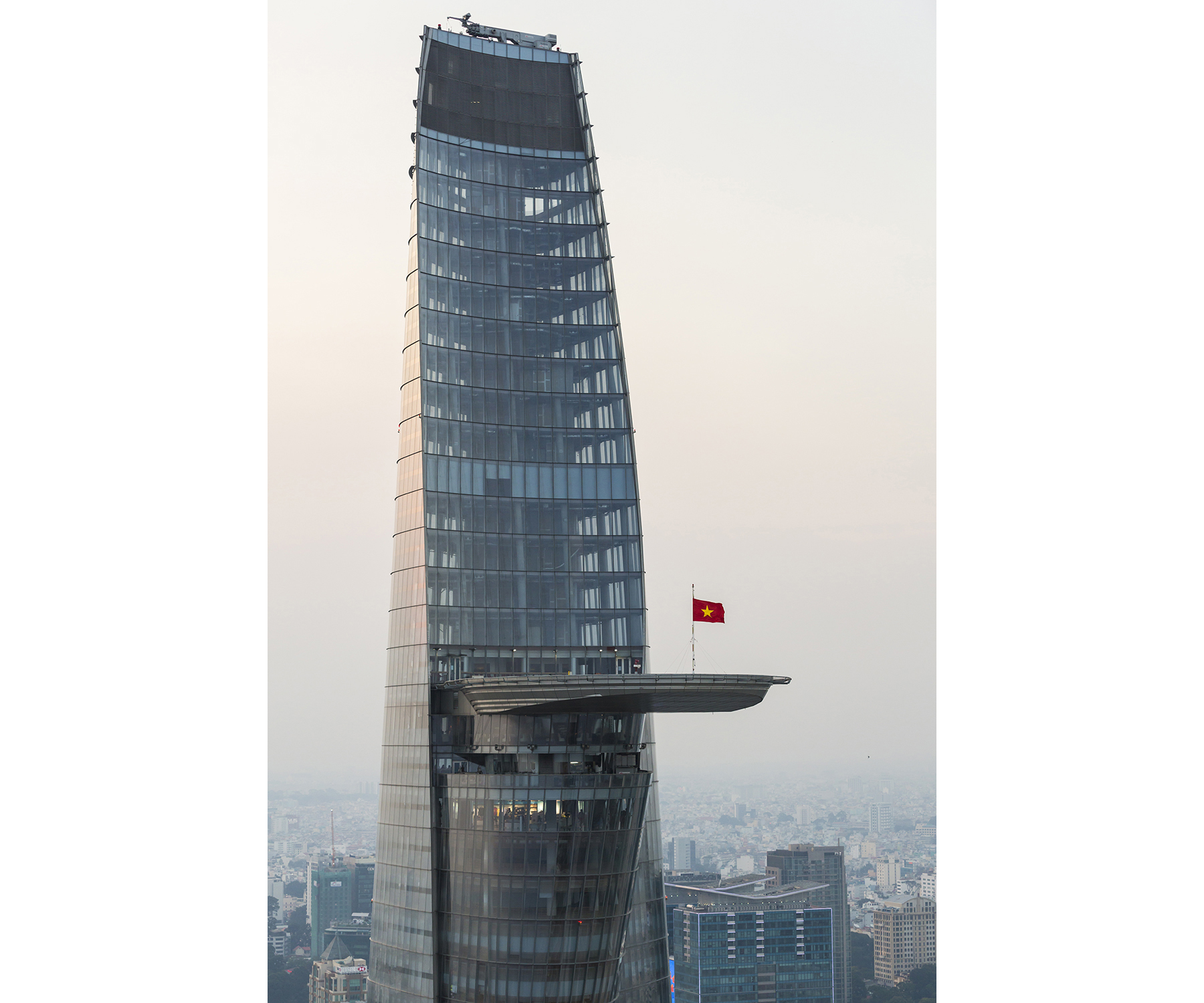
برج بيتيكسكو المالي

## معرض الصور

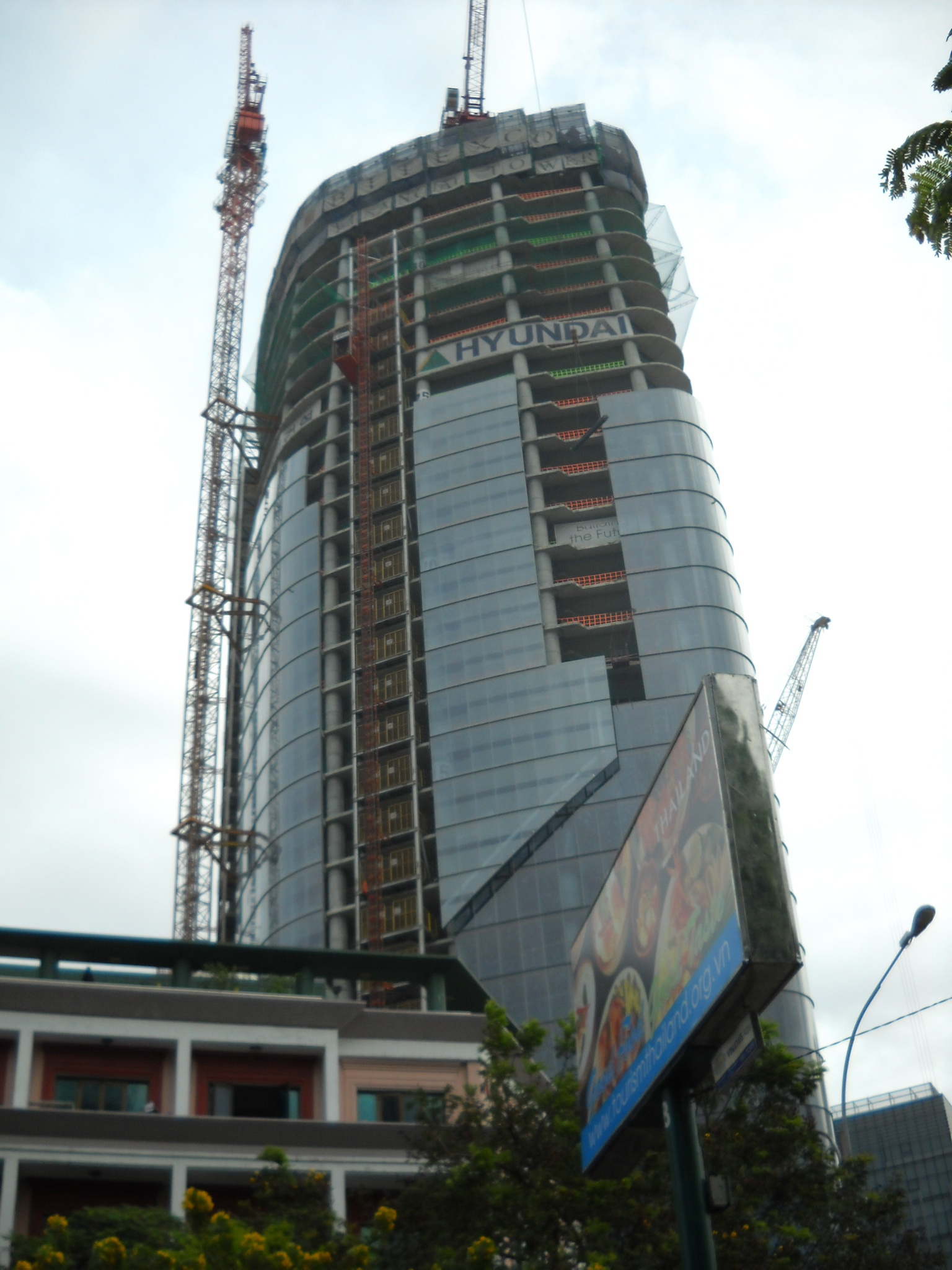
البرج في 23 نوفمبر 2009
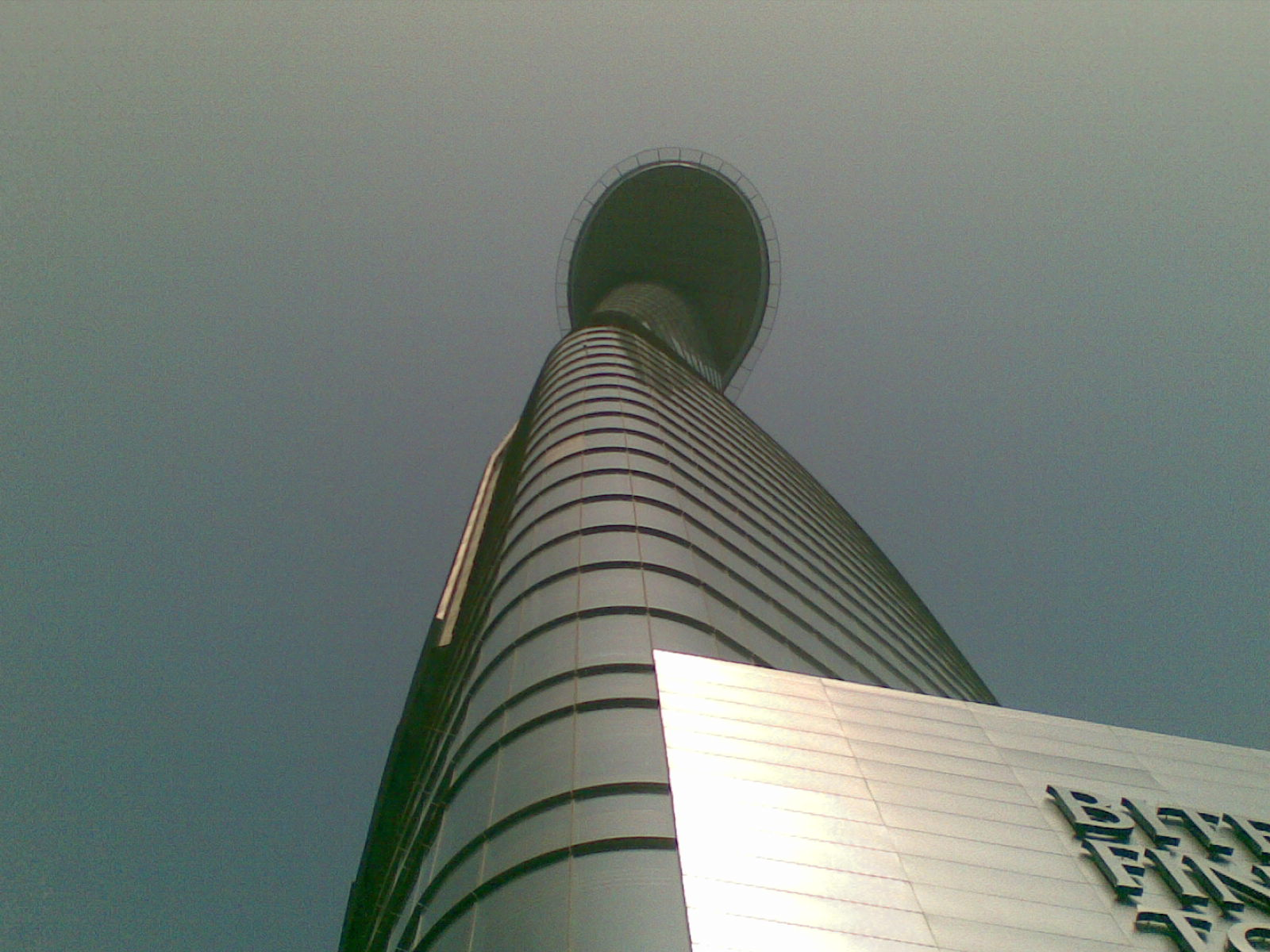
البرج في 2 فبراير 2011
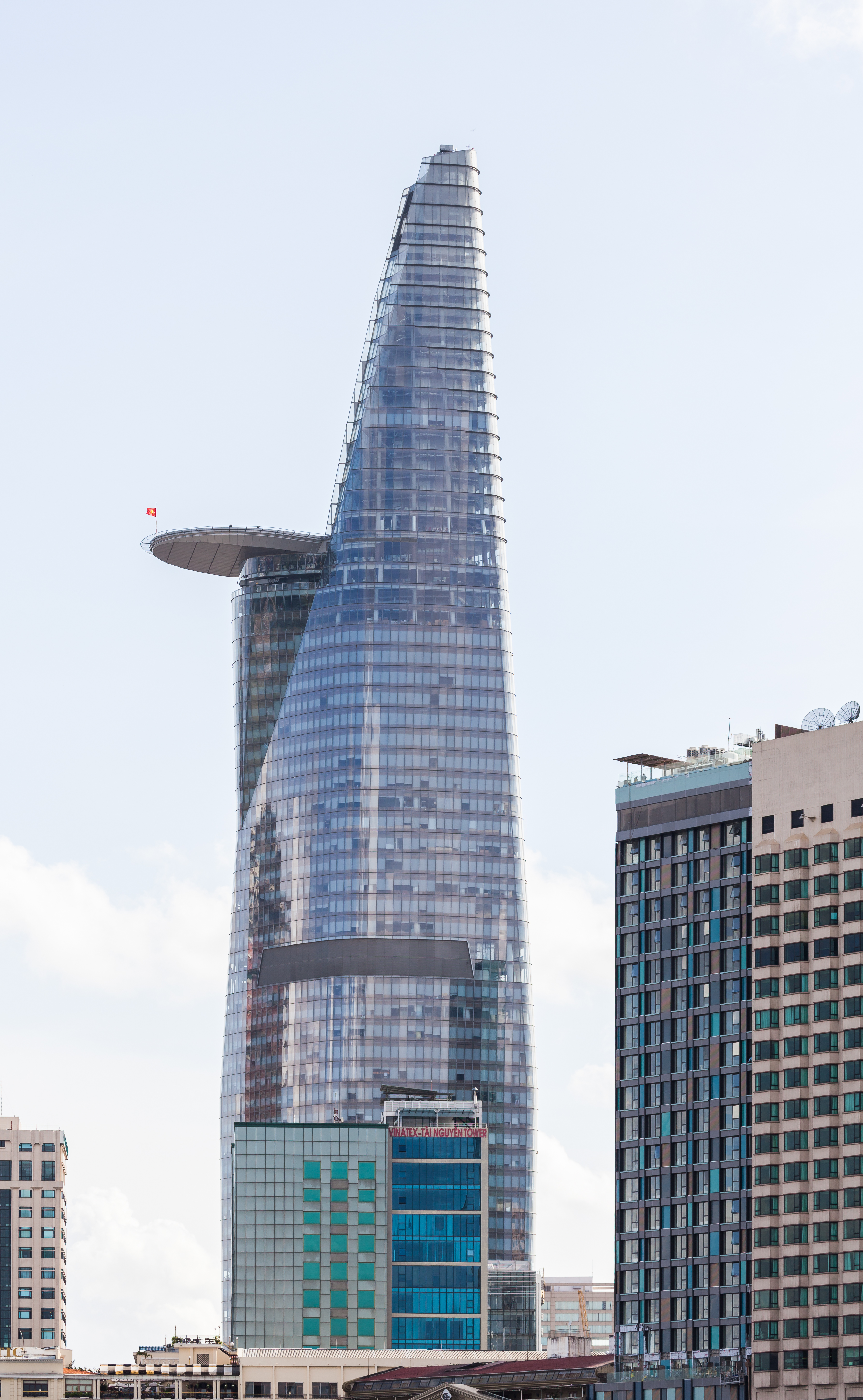
البرج في 14 أغسطس 2013
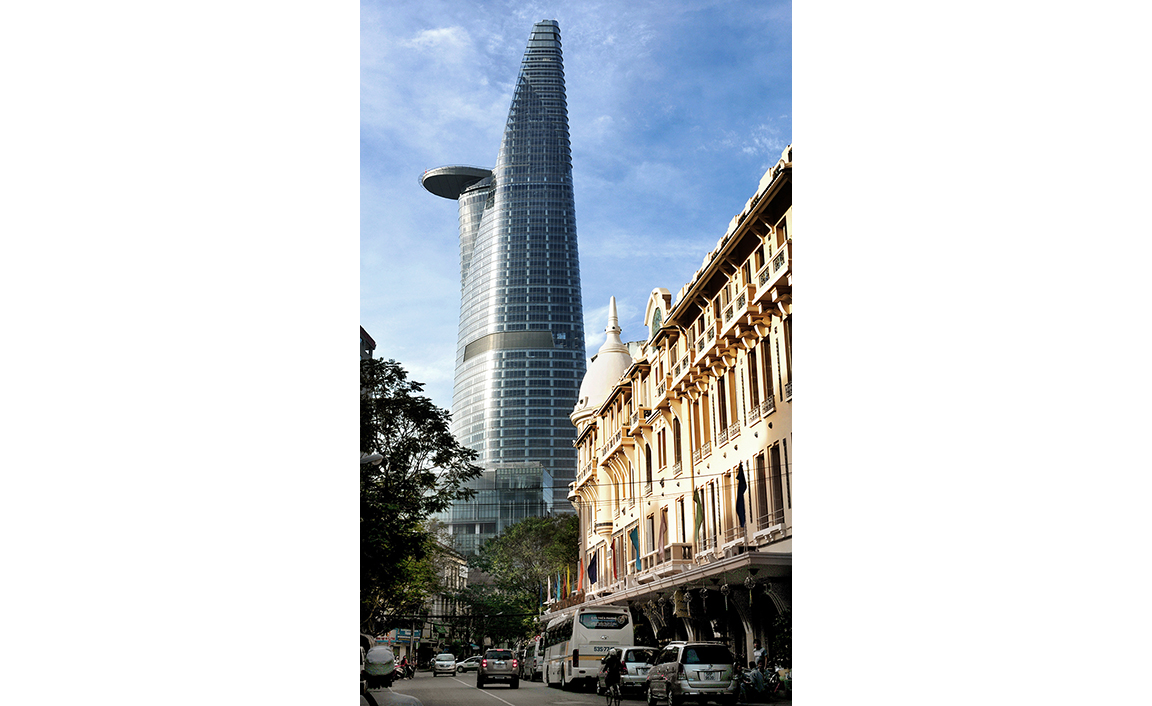

## روابط خارجية
- http://www.bitexco.com.vn/real-estate-investment/bitexco-financial-tower
- Official website
- http://saigonskydeck.com/
- http://travel.cnn.com/explorations/life/20-most-iconic-skyscrapers-343149?page=0,0 نسخة محفوظة 8 أبريل 2013 at Archive.is
- http://www.realestatejournal.com/columnists_com/blueprint/20070301-blueprint.html
- About the project but the information is not updated as the investor has changed the design
- article on Asia Times Online
- View of Saigon Skyline from Bitexco Building نسخة محفوظة 6 أبريل 2018 على موقع واي باك مشين.

| السجلات                  | السجلات                                                   | السجلات                   |
| ------------------------ | --------------------------------------------------------- | ------------------------- |
| سبقه Saigon Trade Center | Tallest Building in Vietnam 2010–2011 262.5 m             | تبعه Keangnam Landmark 72 |
| سبقه Saigon Trade Center | Tallest Building in Ho Chi Minh City 2010–present 262.5 m | تبعه None                 |

1. ↑  Shimmering Skyscrapers In Saigon By Night - Saigon-online.net نسخة محفوظة 22 يونيو 2017 على موقع واي باك مشين.